# Stadtbad Lankwitz
Das Stadtbad Lankwitz ist ein Schwimmbad im Berliner Ortsteil Lankwitz des Bezirks Steglitz-Zehlendorf. Das in der Leonorenstraße 39 gelegene Freizeitbad wird von den Berliner Bäder-Betrieben betrieben. Es verfügt über ein Hallenbad mit 25-m-Becken, ein Sprungbecken mit 1-m- und 3-m-Sprungbrett, eine 60-m-Rutsche, ein Nichtschwimmerbecken, ein Babybecken und Whirlpools. Außerdem gibt es einen abgetrennten Saunabereich mit vier Saunen, einem Tauchbecken und einer Dachterrasse. Es ist durch die gleichnamige Bushaltestelle erschlossen und liegt in der Nähe des S-Bahnhofs Lankwitz.
Es wurde Ende der 1960er Jahre nach Plänen des Architekten Oskar Hillmann gebaut, am 10. April 1968 eröffnet und nach zweijähriger Renovierung (nebst Umbau zum Freizeitbad mit Wasserrutsche etc.) 1993 wiedereröffnet.